# Anšlavs Eglītis

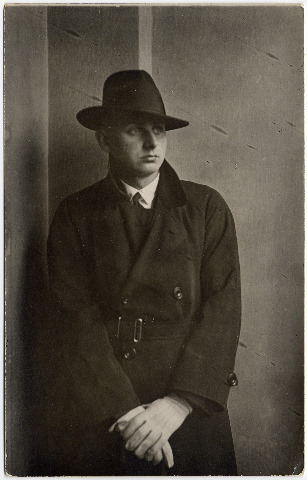
Anšlavs Eglītis.

Anšlavs Eglītis (* 14. Oktober 1906 in Riga; † 4. März 1993 in Los Angeles) war ein lettischer Schriftsteller.

## Leben

### Herkunft und Jugend
Der Vater von Anšlavs Eglītis war der Schriftsteller Viktors Eglītis, seine Mutter die Lehrerin und Übersetzerin Marija Eglīte. Die Schule besuchte Eglītis zunächst in Riga. Während dieser Zeit verbrachte er den Sommer meist in Cesvaine bei den Verwandten der Mutter. Als im Ersten Weltkrieg deutsche Truppen in die Ostseegouvernements vorrückten, evakuierten die russischen Behörden Teile der lettischen Bevölkerung, darunter auch die Familie Eglītis, die dadurch 1915 in ein Dorf in der Nähe von Moskau geriet. Der Vater arbeitete dort an der Schule als Lehrer. Durch seinen Vater wurde Anšlavs Eglītis schon früh mit den Helden der griechischen Sagen wie Odysseus, Orpheus und den Argonauten vertraut, ebenso mit lettischen mythologischen Gestalten wie Kurbads und Niedrīšu Vidvuds. Von 1917 bis 1918 lebte die Familie in Sormowo bei Nischni Nowgorod am Ufer der Wolga.
1918 kehrte die Familie nach Lettland zurück und lebte einige Zeit in Alūksne. 1919 zog sie nach Riga und wohnte in der Valdemāra iela 23. Anšlavs Eglītis besuchte das 2. Gymnasium (2. Vidusskola) und war Kunstschüler bei Valdemārs Tone (1892–1958). 1923 erkrankte er an Tuberkulose und wurde nach Lausanne am Genfersee geschickt. Er verbrachte dort ein Jahr und entdeckte seine Liebe zu den Bergen.

### Literarische und künstlerische Anfänge
Am 19. September 1926 wurde sein erstes Gedicht Lords in der Zeitschrift Brīvā Zeme veröffentlicht. Der Schriftsteller Edvarts Virza (1883–1940) stellte Anšlavs Eglītis Eriks Ādamsons vor. Durch Adamsons wurde er mit der englischen Literatur und mit den Literaturen anderer europäischer Länder bekannt. Adamsons und Eglītis diskutierten häufig über Literatur. Von 1930 bis 1935 besuchte Eglītis die Lettische Kunstakademie (Latvijas Mākslas Akadēmija). Anschließend arbeitete er drei Jahre als Zeichenlehrer an einem privaten Mädchengymnasium (nach der Schulleiterin Marija Rogule-Beķere allgemein Beķeres ģimnāzijs genannt). Während dieser Zeit reiste er viel durch Europa und schrieb für verschiedene Zeitungen.
1936 erschien der Erzählband Maestro. Ab 1938 war er Mitarbeiter bei der Zeitschrift Jaunākās Ziņas. 1939 erschien sein Roman Līgavu mednieki als Fortsetzungsroman in der Zeitschrift Atpūta, 1940 auch in Buchform. In den Jahren 1940 und 1941 arbeitete er bei der Zeitschrift Atpūta. 1941 heiratete er die Malerin und Schriftstellerin Veronika Janelsiņa. Sie gestaltete fortan fast alle Bücher Eglītis’ grafisch, er illustrierte nur wenige selbst. Während der deutschen Okkupation veröffentlichte er die Erzählung Ģīmetne und den Roman Homo Novus, der 1943/1944 als Fortsetzungsroman in der Zeitschrift Tēvija erschien. Sein Theaterstück Kosma konfirmācija wurde am Daile-Theater gespielt, und das damals Rīgas dramatiskais teātris (Schauspielhaus Riga) genannte Lettische Nationaltheater führte Par purna tiesu auf.

### Exil in Deutschland
Im Oktober 1944 flohen Anšlavs Eglītis und Veronika Janelsiņa vor der vorrückenden Roten Armee nach Kurland und von dort weiter nach Berlin. Er kam mit seiner Frau bei Bekannten in der Uhlandstraße 16 unter und fand Arbeit bei der lettischen Exilanten-Zeitung Latvju balss (Lettlands Stimme). Seine Frau illustrierte derweil ein deutsches Märchenbuch. Am 3. Februar 1945 wurde ihre Wohnung von einer Bombe zerstört. Daraufhin zogen Eglītis und seine Frau nach Tailfingen in Württemberg. Sein Ziel war eigentlich die Schweiz, die er durch seinen langen Aufenthalt als Jugendlicher in der Lungenheilstätte kannte. Doch gefiel es dem jungen Paar in Tailfingen so gut, dass sie dort fünf Jahre blieben. Eglītis traf sich öfter mit Freunden und Bekannten, die in Eßlingen am Neckar in einem Flüchtlingslager lebten. Zu dieser Zeit verfasste er Teoduls Supersakso (Erzählungen); sein Roman Homo Novus erschien 1946 als eigenständiges Buch und im selben Jahr in Stuttgart Kazanovas mētelis (Casanovas Mantel): vier durch eine Rahmenhandlung verbundene und durch ihre Leitmotive miteinander verknüpfte Novellen. Eine Episode, nämlich die legendäre Reise Casanovas nach Jelgava, hat Eglītis in dem gleichnamigen Theaterstück Kazanovas mētelis fortgesponnen. 1948 veröffentlichte Eglītis den Roman Čingishana gals (Dschingis Khans Ende), der erste, der auch ins Deutsche übersetzt wurde.

### Exil in den USA
1950 musste Eglītis mit seiner Frau in ein Lager für Displaced Persons nach Pfullingen ziehen. Im Juni desselben Jahres zogen sie zunächst nach Hannover. 1952 emigrierten Eglītis und seine Frau per Frachtschiff in die USA. Sie wohnten zuerst einige Wochen im New Yorker Stadtteil Brooklyn, dann zogen sie nach Salem, Oregon. Dort lebten zu dieser Zeit auch Valdemars Karkliņš, Zinaīda Lazda und Aīda Niedra. Das Leben in Oregon verarbeitete er in dem Roman Cilvēks no Mēness. Er verdiente seinen Lebensunterhalt als Maler und Transportarbeiter, zeitweise verdingte er sich als Hilfsarbeiter.
Aus Gesundheitsgründen zog Eglītis in das warme, trockene Kalifornien, in den Stadtteil Pacific Palisades von Los Angeles. Allmählich konnte er von seinen Hauptbeschäftigungen leben: von der literarischen Arbeit und vom Journalismus. Er wurde Mitglied im Hollywood Press Corps. Seine Erlebnisse schilderte er in der Erzählung Trīsdesmit trešā eglīte. Eglītis’ Eindrücke aus Hollywood spiegeln sich in den Romanen Lielais mēmais und Ekrāns un skatuve (1992). Während der Emigration verfasste Eglītis etwa 50 Werke.
Ab 1952 schrieb er seine Romane für die Zeitschrift Laiks, deren Herausgeber Helmārs Rudzītis war. Sie wurden erst später als Bücher veröffentlicht. 1963 unternahm er mit einer Gruppe von Schauspielern zwei Tourneen durch die USA und Kanada und führte das Theaterstück Cilvēks grib spēlēt auf. Unter den Schauspielern waren Ansis Tipāns und Maija Cukura. In den 1980er Jahren veröffentlichte Eglītis keine Romane mehr. Gleichwohl hörte er nicht auf zu schreiben, solange seine Gesundheit dies noch gestattete.
Anšlavs Eglītis erlebte noch, wie sich 1990/1991 seine Hoffnung erfüllte: die Befreiung seines Vaterlandes vom sowjetischen Joch. Doch seine Krankheiten und sein Alter erlaubten es ihm nicht mehr, sich wieder in der Heimat niederzulassen. So wurde nach seinem Tode seine Asche in den Santa Monica Mountains ausgestreut.

## Werk
Eglītis schrieb für ein breites Publikum. Weil er seine Romane zunächst als Fortsetzungsromane veröffentlichte, sind sie so geschrieben, dass die Leser auch die nächste Ausgabe der Zeitung kaufen wollen. Eglītis schloss sich keiner literarischen Strömung an. Manchmal humorvoll-ironisch, manchmal bissig und immer als aufmerksamer Beobachter legt er in seinen frühen Werken – z. B. im 1940 erschienenen Roman Līgavu mednieki (Die Brautjäger) – gesellschaftliche Entwicklungen seines Landes offen, etwa die mit wachsendem Wohlstand in den 1930er Jahren zunehmende Tendenz, die überkommene Abgrenzung der Schichten nach Stand und Bildung durch die „moderne“ Distinktion gemäß Einkommen und Geschäftstüchtigkeit zu ersetzen.
Ende der 1930er Jahre / Anfang der 1940er Jahre mangelte es den Theatern in Riga an zeitgenössischen Stücken. Jānis Roze, der Direktor des Lettischen Nationaltheaters, verleitete Eglītis dazu, kurzerhand ein Stück zu schreiben. Also schrieb dieser innerhalb einer Woche eine seiner Erzählungen, Profesora Eipura orķestri, zu einem Theaterstück um. Doch Roze zeigte sich mit dem Ergebnis unzufrieden, so dass das Stück stattdessen unter dem Titel Kosma konfirmācija am Daile-Theater aufgeführt wurde.
„No tā laika tā ir mana pārlieciba, ka labi aktieri un krietns režisors var nospēlēt teicamu komēdiju arī no telefona grāmatas.“
(Seit dieser Zeit bin ich überzeugt, dass gute Schauspieler und ein tüchtiger Regisseur eine ausgezeichnete Komödie auch nach einem Telefonbuch spielen können.)
Da seine Leidenschaften Schach, Malerei und Bergsteigen waren, schrieb Eglītis auch darüber viel. Die Kunst wird unter anderem thematisiert in Homo Novus, in Cilvēks no Mēness über die Künstler Ģedimins Kūrs und Bierants und in Galma gleznotājs, einem Theaterstück über Leonardo da Vinci und seine Schüler. In den Bergen spielen: Divi kāpieni (1961), Bezkaunīgie veči und Adžurdžonga. Adžurdžonga (1950 erschienen) spielt in Tibet und im von Tibetern bewohnten Bergland Golog, dessen junge Herrscherin Adžurdžonga dem Buch den Namen gibt. Es gilt als der „erste Abenteuerroman der lettischen Literatur“, in dem Eglītis „durch eine minuziöse Schilderung des äußeren Geschehens auch die psychischen Vorgänge in seinen Helden sichtbar“ macht.
Immer wieder thematisiert Eglītis Lettland, das Schicksal der lettischen Legionäre, so in Seržants Klaips, und das Leben seiner angesichts der Sowjetisierung ihrer Heimat ins Exil geflohenen Landsleute, etwa in Sīkstā dzīvība (1950). Sein Roman Laimīgie (1952) zeigt autobiographische Züge und handelt von der Unruhe und Ungeduld der lettischen Displaced Persons (DPs) in Deutschland. „Sie wollen nach Amerika, Australien oder Kanada auswandern. Die Reisepapiere, die Schiffskarte möglichst schnell zu erhalten, ist der einzige Gedanke, der die Bewohner des Flüchtlingslagers Eßlingen – vom Autor ironisch «Die Glücklichen» genannt – erfüllt.“
Die Zeit der russischen Okkupation verarbeitete er 1976 im Roman Piecas dienas.
Seine Werke bewegen sich zwischen verschiedenen literarischen Genres, zwischen Erzählung, Novelle und Skizze. Seine späteren Werke behandeln meist Stoffe aus dem Leben in den USA. Eglītis vermischt in seinen Werken zuweilen tatsächlich lebende Personen und literarische Figuren: Die Erzählung Izsalkuša zēna pavārgrāmata handelt von einem Jungen namens Arno, der die leckersten Rezepte sammelt. Dieser Junge war ein Nachbar von Eglītis.

## Werke (Auswahl)

### Novellen und Erzählungen
- Maestro (1936)
- Uguns pilsēta (1946)
- Kazanovas metelis (1946)
- Sīkstā dzīvība (1950)
- Švābu Kapričo (1951)
  - deutsch: Schwäbisches Capriccio. Guggolz Verlag, Berlin 2024. ISBN 978-3-945370-47-6.
- Pēdējais mohikāns (1969)
- Pasmaidot (1970)
- Kas izpostīja latvisko stūrīti (1977)
- Mana banka (1982)

### Romane
- Līgavu mednieki (1940)
- Homo Novus (1946)
  - deutsch: Homo Novus. Weidle Verlag, Bonn 2006. ISBN 3-931135-90-X.
- Čingishana gals (1948)
  - deutsch: Dschingis Khans Ende. Harry v. Hofmann Verlag, Hamburg-Hamm 1968. ISBN 3-7636-3258-1.
- G̦īmetne (1949)
- Adžurdžonga (1950)
- G̦īmetne (1949)
- Laimīgie (1952)
- Cilvēks no mēness (1954)
- Es nebiju varonis (1955)
- Misters sorrijs (1956)
- Omartija kundze (1958)
- Ilze (1959)
- Malahīta dievs (1961)
- Vai te var dabūt alu (1961)
- Bezkaunīgie veči (1968)
- Es nepievienojos (1971)
- Piecas dienas (1976)

### Trilogie
- Nav tak dzimtene (1966)
- Cilvēks mežā (1970)
- Vai zini zemi, citronas kur zied? (1980)

### Gedichte
- Gebt mir einen anderen Himmel. Gedichte. Aus dem Lettischen übertragen von Elfriede Eckardt-Skalberg, Rosemarie Steiner und Gerd Steiner. Harry v. Hofmann Verlag, Hamburg-Hamm 1964.